# Halosaurus pectoralis
Halosaurus pectoralis, là một cá thuộc chi Halosaurus, được tìm thấy ở phía tây nam Thái Bình Dương.